# Доктор Мартин (телесериал)
«До́ктор Ма́ртин» (англ. Doc Martin) — британский комедийный телесериал с Мартином Клунзом (англ. Martin Clunes) и Кэролайн Кац в главныхролях.
Сериал был создан Марком Кроуди (Mark Crowdy), Крэйгом Фергюсоном (англ. Craig Ferguson) и Домиником Мингелла (англ. Dominic Minghella). Видеоряд отснят на натуре в рыбацкой деревне Порт Исаак (англ. Port Isaac) графства Корнуолл (англ. Cornwall), Великобритания (англ. United Kingdom); при съёмках большинство сцен было снято в преобразованных местных сараях. Шесть сезонов вышли в эфир в период между 2004 и 2013 годами. Кроме того, одна из серий, показанная на Рождество 2006 года, создана в формате полнометражного телефильма.

## Сюжет
Мартин Клунз играет доктора Мартина Эллингхэма (Ellingham), блестящего и успешного сосудистого хирурга в Имперском колледже Лондона, у которого развивается гемофобия (страх крови), в результате чего он вынужден оставить профессию. После переподготовки он получает должность врача общей практики в тихой деревне Портвенн (Portwenn) в Корнуолле, где он проводил детство и праздники со своей тётей. По прибытии в Портвенн доктор Эллингхэм (называемый местными жителями «Док Мартин») находит приёмную комнату в беспорядке. Также он наследует некомпетентную сотрудницу приёмной, Элейн Денхэм (Denham, в исполнении Люси Панч). В сезонах 2—4 её заменяет новый регистратор, а затем флеботомист Полин Лэмб (в исполнении Кэтрин Паркинсон). В 5 сезоне эту должность занимает Морвенна Ньюкросс (в исполнении Джессики Рэнсом).
Шоу вращается вокруг взаимоотношений Эллингхэма с местными жителями. Несмотря на блестящий медицинский талант, Эллингхэм — грубый человек, ему не хватает социальных навыков. Его боязнь крови, которая приводит к частым и изнурительным приступам тошноты и рвоты, становится предметом сплетен и насмешек среди сельских жителей. Его тётя, Джоан Нортон (Stephanie Cole), обеспечивает в своём лице эмоциональную поддержку и проявляет беспокойство по причине его резкой манеры общения с сельскими жителями.
Кэролайн Кац (Caroline Catz) играет учителя начальной школы Луизу Глассон, в общении с которой доктору Мартину трудно выражать свои романтические чувства.

## Оригинальный персонаж
Первоначально Мартин Клунз сыграл персонажа по имени Д-р Мартин Бэмфорд в фильме 2000 года «Спасите Грейс» и в двух фильмах-приквелах к нему, снятых для телевидения, — Doc Martin и Doc Martin and the Legend of the Cloutie, производства студии British Sky Broadcasting (BSkyB). В приквелах Бэмфорд — успешный акушер, а не хирург, который узнаёт о внебрачных связях своей жены. Столкнувшись с этим открытием, он сбегает из Лондона и попадает в Порт Исаак, маленький городок на побережье Корнуолла, с которым связаны приятные воспоминания его юности. Вскоре после приезда он участвует в таинстве «Jellymaker», а после ухода деревенского врача общей практики решает остаться в Порт Исаак и занять освободившееся место. В этих трёх фильмах деревня ещё не называется Портвенн.
Персонаж Мартина Бэмфорда был любезным и общительным, а также выглядел довольным тем, что отказался от напряжения и конфликтов карьеры, оставленной в Лондоне. Он свободно пьёт и курит и не испытывает проблем, когда приходится пачкать руки и одежду, временно работая рыбаком на местном судне.
Первоначально контракт предполагал производство двух телевизионных фильмов в год на протяжении трёх лет. Но Sky Pictures закрыла его после двух снятых эпизодов, и компания Клунза продала франшизу каналу ITV. Новая телесеть решила, что персонаж доктора должен быть показан как городской житель, вынутый из своей среды и чувствующий себя неуютно в деревне. Также они хотели добавить в сюжет остроты, поэтому Клунз предложил сделать доктора грубым, социально неприспособленным и жестким формалистом. Фамилия доктора была изменена на Эллингхэм — это анаграмма фамилии нового автора, Доминика Мингеллы, который занялся переработкой истории доктора и созданием новых второстепенных персонажей.
Кроме Клунза, единственные актёры, которые участвуют в обеих версиях Доктора Мартина, — Тристан Старрок и Тони Модсли.

## Эпизоды
За период с 2004 по 2013 год каналом ITV в Великобритании было показано 46 эпизодов сериала, шесть полных сезонов. Продолжительность эпизода — около 50 минут, за исключением телефильма, показанного в 2006 году, длительностью 92 минуты. В США телеканал American Public Television показал полнометражную серию 2006 года как эпизод из двух частей, с показом второй части через неделю после первой.
Первые три сезона выходили с 2004 по 2007 годы; последующие сезоны выходили в эфир только в нечетные годы. Клунз подтвердил, что в 2015 году будет снят седьмой сезон, но из-за сложностей с созданием новых сюжетных линий он может стать последним.
К декабрю 2017 года дублированы на русском языке первые семь серий восьмого сезона

## Персонажи

### Действующие персонажи
| Персонаж              | Сезон 1          | Сезон 2          | Сезон 3       | Сезон 4       | Сезон 5         | Сезон 6          |                 |
| --------------------- | ---------------- | ---------------- | ------------- | ------------- | --------------- | ---------------- | --------------- |
| Д-р Мартин Эллингхэм  | Мартин Клунз     | Мартин Клунз     | Мартин Клунз  | Мартин Клунз  | Мартин Клунз    | Мартин Клунз     |                 |
| Луиза Глассон         | Кэролайн Кац     | Кэролайн Кац     | Кэролайн Кац  | Кэролайн Кац  | Кэролайн Кац    | Кэролайн Кац     |                 |
| Берт Лардж            | Иэн Макнис       | Иэн Макнис       | Иэн Макнис    | Иэн Макнис    | Иэн Макнис      | Иэн Макнис       |                 |
| Эл Лардж              | Джо Эбсолом      | Джо Эбсолом      | Джо Эбсолом   | Джо Эбсолом   | Джо Эбсолом     | Джо Эбсолом      |                 |
| Салли Тишелл          | Селина Каделл    | Селина Каделл    | Селина Каделл | Селина Каделл | Селина Каделл   | Селина Каделл    |                 |
| Кэролайн Босман       | Фелисити Монтегю | Фелисити Монтегю |               |               |                 | Фелисити Монтегю |                 |
| Маргарет Эллингхэм    |                  | Клэр Блум        |               |               |                 | Клэр Блум        |                 |
| Констебль Джо Пэнхейл |                  |                  | Джон Маркес   | Джон Маркес   | Джон Маркес     | Джон Маркес      |                 |
| Д-р Рут Эллингхэм     |                  |                  |               |               | Айлин Эткинс    | Айлин Эткинс     |                 |
| Морвенна Ньюкросс     |                  |                  |               |               | Джессика Рэнсом | Джессика Рэнсом  |                 |
| Дженнифер Кардью      |                  |                  |               |               |                 | Аннабель Эпсион  | Аннабель Эпсион |

### Персонажи, покинувшие сериал
| Character                 | Season 1         | Season 2         | Season 3         | Season 4         | Season 5         | Season 6     |
| ------------------------- | ---------------- | ---------------- | ---------------- | ---------------- | ---------------- | ------------ |
| Элейн Денхэм              | Люси Панч        |                  |                  |                  |                  |              |
| Эдриан Питтс              | Руперт Янг       |                  |                  |                  |                  |              |
| Констебль Майк Майло      | Стюарт Райт      | Стюарт Райт      |                  |                  |                  |              |
| Питер Кронк               | Кёртис О’Брайен  | Кёртис О’Брайен  |                  |                  |                  |              |
| Джой Кронк                | Мэри Вудвайн     | Мэри Вудвайн     |                  |                  |                  |              |
| Миссис Ричардс            | Вики Пеппердин   | Вики Пеппердин   |                  |                  |                  |              |
| Полковник Гилберт Спенсер | Ричард Джонсон   | Ричард Джонсон   |                  |                  |                  |              |
| Росс                      | Финлэй Робертсон | Финлэй Робертсон |                  |                  |                  |              |
| Крис Парсонс              | Винсент Франклин |                  |                  | Винсент Франклин | Винсент Франклин |              |
| Роджер Фенн               | Джефф Роул       | Джефф Роул       | Джефф Роул       |                  |                  |              |
| Джоан Нортон              | Стефани Коул     | Стефани Коул     | Стефани Коул     | Стефани Коул     |                  |              |
| Джули Митчелл             |                  | Анджелин Болл    |                  |                  |                  |              |
| Дэнни Стил                |                  | Тристан Старрок  |                  |                  |                  |              |
| Паулина Лэмб              |                  | Кэтрин Паркинсон | Кэтрин Паркинсон | Кэтрин Паркинсон |                  |              |
| Мик Мабли                 |                  |                  | Джозеф Морган    |                  |                  |              |
| Д-р Эдит Монтгомери       |                  |                  |                  | Лиа Уильямс      |                  |              |
| Элеонор Глассон           |                  |                  |                  |                  | Луиз Джеймисон   |              |
| Мэгги Пэнхейл             |                  |                  |                  |                  | Джули Грэм       |              |
| Майкл Прудди              |                  |                  |                  |                  |                  | Феликс Скотт |

## Рейтинги
В Великобритании сериал «Доктор Мартин» имел высокие рейтинги. Третий сезон сериала, выходивший по понедельникам в 21 час с декабря 2004 года, стал для телеканала ITV самой успешной драмой будничного эфира. Заключительный эпизод третьего сезона посмотрели 10,37 миллиона зрителей; этот показатель является самым высоким за всю историю существования программы подсчёта просмотров для одного эпизода.
В 2009 году Доктор Мартин сменил время показа — четвёртый сезон транслировался в 21 час в воскресенье. Это означало, что сериал начал выходить в эфир телеканала ITV после программы «X-Фактор» (англ. The X Factor (UK)). На рейтинги 4 сезона оказала негативное влияние политика канала STV (англ. STV (TV network)), который не транслировал в Шотландии большинство драм производства ITV. Заключительный эпизод 4-го сезона увидели, согласно рейтингам, 10,29 миллиона зрителей. STV отказался от решения не показывать драмы ITV в Шотландии. 4-й сезон «Доктора Мартина» был показан по воскресеньям в августе 2011 года.

## Награды и номинации
В 2004 году сериал «Доктор Мартин» был удостоен премии British Comedy Awards (англ. British Comedy Awards) в номинации «Лучшая телевизионная комедийная драма», а также номинирован как «Лучшая новая телевизионная комедия». В этом же году Мартин Клунз получил награду как «Лучший актёр телевизионной комедии», прежде всего за образ Доктора Мартина.

## Интересные факты
- Адаптацию с тем же названием с 2011 года снимает французское телевидение:
  - В главной роли — Тьери Лермит,
  - в роли школьной учительницы — французская актриса болгарского происхождения Наталья Дончева.